# هورنی لووتشکی
هورنی لووتشکی (به چکی: Horní Loučky) یک منطقهٔ مسکونی در جمهوری چک است که در ناحیه برنو-تسوونتری واقع شده‌است. هورنی لووتشکی ۴٫۱۸ کیلومتر مربع مساحت و ۲۸۰ نفر جمعیت دارد و ۳۴۰ متر بالاتر از سطح دریا واقع شده‌است.